# 英語アナウンサー
英語アナウンサーとは、NHKの国際放送、NHKワールドの英語放送を担当する職員アナウンサー。生粋のNHK職員アナは少なく、契約アナウンサーも多数混在している。

## 概要
業務内容は日本語のアナウンサーと基本的に同じである。用いる言語が英語であり、活動の場が国際放送であるということが大きな違いであり、人事上の扱いは、近年は日本語のアナウンサーと同一ではなく、転勤もなかった。英語アナは必ずしも事実上、日本語力は必要なかった。が前田会長の改革とともに、地上波と国際放送を兼務するアナウンサーが誕生しつつある。英語アナウンサーの所属組織は国際放送局（当初は業務局、その後1942年より戦後の中断期を挟んで1996年まで国際局）で、日本語のアナウンサーが所属するアナウンス室に配属されることはほとんどなかった。また、英語アナウンサーという職種が存在するのはNHKのみである。

## 歴史
1935年の短波による「海外放送」（スタート時の呼称）開始以来、多くの英語アナウンサーが在籍した。退職後、英語教育に携わった者も多く、平川唯一（『ラジオ英語会話』講師）、五十嵐新次郎（言語学者、早稲田大学教授）などもNHKの英語アナウンサーであった。東京ローズとして米国で裁かれたアイバ・戸栗・ダキノ（アイバ・戸栗・郁子）は広く知られるが、近年になり、米兵たちから東京ローズと呼ばれていた人物は別の英語アナウンサー、須山芳枝（ジューン須山）だったという説が有力視されている。

## 規模
NHK職員の英語アナウンサーは1970年代〜1980年代には20名を越えていた。その後人数は減り、2012年放送の広報スポットによれば、5人となっている。局アナ以外にも契約によるアナウンス担当者が数多く存在するが、その場合はアナウンサーではなくキャスター、リポーターと呼ばれる事が多い（厳密な区別ではない）。また、一時期は英国放送協会（BBC）、ラジオ・オーストラリア（Radio Australia）、ラジオ・カナダ・インターナショナル（Radio Canada International）からNHKに派遣されたアナウンサーやディレクターもアナウンスを担当していた。また、BBCの場合は逆にNHKの英語アナウンサーもBBCに派遣され、イギリスからの日本語放送を担当していた。

## 主な担当番組
1990年代後半のテレビによる国際放送開始までは短波放送を中心としたラジオが主な業務の場であった。通常、ニュースや解説番組のアナウンスのほか、日本の紹介番組、音楽番組、文芸番組などのアナウンスもディレクター業務を兼任しながら担当していた。また、国内で大きな行事がある場合には、その生中継のアナウンスなども行った。また、国内放送でもラジオ第2の『カレント・トピックス』や初期のテレビ音声多重放送のニュースなどを担当した。現在はNHKワールドTVのニュースや報道番組のキャスターなどの業務を行っている。

## 背景
戦前および戦後まもなくは日系二世が、それ以後は帰国子女が多く在籍するが、海外に出ることなく国内にいながらにして様々な方法で英語を身につけ、高い評価を得たアナウンサーもいた。また、英語の堪能な日本語アナウンサーやディレクターが人事異動により英語アナウンサーとなったケースもある。

## 歴代および現職英語アナウンサー（五十音順）
戦前・戦中（海外放送及びRadio Tokyo時代）に在籍した英語アナウンサー
- 五十嵐新次郎
- 小沢勇（ジミー小沢）
- 須山芳枝（ジューン須山）
- 田代藤七郎
- 戸栗郁子（アイバ・ダキノ）
- 中村欽吾
- 新野寛
- ニュートン・エドガース
- 早川寿美
- 平川唯一
- 堀直行
- 水庭進
- 師岡薫
- 吉井寿雄（チャーリー吉井）

戦後（Radio Japan及びNHK World時代）に在籍した、もしくは現在在籍中の英語アナウンサー
- 青谷優子
- 赤松勉
- 飯田和子
- 板倉正明
- 岩崎夏子（三浦夏子）
- ジョージ大江レイ
- 大川久
- 大澤祐治
- 小沢勇（ジミー小沢）
- 貝瀬千章
- 川田政甫
- 久保かほる（江本かほる）
- 小泉公二
- 小島エリ子
- 小林健人
- 小林りか
- 古明地勝美
- 坂巻博和
- 坂本義正
- 櫻井武
- 佐野正樹
- 塩口宏
- 鈴木敏郎
- 高雄美紀
- 高倉忠博
- 田代杏子
- 田中良幸
- 津島千秋
- 豊田沖人
- 福島優子（野村優子）
- 服部絢子
- 花田恵吉
- 原二郎
- 原英司
- 原幸雄
- 福田均
- 筆谷一朗
- 古川貴久
- 細川幸正
- 堀直行
- 松浦章
- 松田和司
- 真鍋輝明
- 三澤洸
- 水庭進
- 壬生川裕
- 望月晴美
- 森川淑子
- 森下直樹
- 森田博士
- 矢口堅三
- 山本智
- 山本美希
- 吉岡義隆
- 吉中仁